# 1989 (Taylor's Version)
1989 (Taylor's Version) je čtvrté znovunahrané album americké zpěvačky Taylor Swift. Jedná se o znovunahrávku pátého studiového alba 1989 z roku 2014, jež vyšla na jeho deváté výročí, 27. října 2023 prostřednictvím Republic Records. Vydání alba bylo oznámeno 9. srpna 2023 během show v Los Angeles na zpěvaččině probíhajícím turné The Eras Tour. Obsahuje znovunahrané verze 16 písní z originální verze alba a pět dříve nevydaných skladeb. Swift, Jack Antonoff a Christopher Rowe produkovali většinu alba; Své produkční role si zopakovali Ryan Tedder, Noel Zancanella, Shellback a Imogen Heap. Rozšířené edice alba navíc obsahují znovunahrané verze písně Sweeter than Fiction a remix Bad Blood s Kendrickem Lamarem. 
Hudební kritici chválili 1989 (Taylor's Version), s důrazem na produkci, vokály a From The Vault skladby. Album mělo největší streamovací den pro album v roce 2023 na Spotify a všech dob na Amazon Music. Ve Spojených státech znamenalo album zpěvaččino třinácté album, které se umístilo na prvním místě v žebříčku Billboard 200 a největší prodejní týden její kariéry do té doby. Sedm písní se umístily v první desítce v žebříčku Billboard Hot 100, přičemž skladby Is It Over Now?, Now That We Don't Talk a "Slut!“ obsadily první tři místa.

## Pozadí a vydání alba
Taylor Swift vydala své páté studiové album, 1989, 27. října 2014 pod Big Machine Records. Swift, inspirovaná synth-popem osmdesátých let, koncipovala 1989, aby přeorientovala své hudební zaměření na pop. Album získalo obecně pozitivní kritické recenze a prodalo se více než 10 milionů jeho kopií po celém světě. Tři z jejích singlů – Shake It Off, Blank Space a Bad Blood – dosáhly na první místo v žebříčku Billboard Hot 100. Na 58. výročÍ udílení cen Grammy se Swift stala s albem 1989 první hudebnicí, která dvakrát vyhrála cenu Grammy za album roku – její první vítězství bylo za Fearless v roce 2010.
Písně Wildest Dreams (Taylor's Version) a This Love (Taylor's Version) byly vydány ještě před vydáním samotného alba. První zmiňovaná byla vydána 17. září 2021, poté co se její originální verze stala populární na sociální síti TikTok. Druhá skladba byla vydána 6. května 2022. 
Album bylo oznámeno 9. srpna 2023 během probíhajícího turné The Eras Tour v Los Angeles. K vydání alba došlo 27. října 2023, přesně 9 let po vydání originální verze.

## Seznam skladeb
| Pořadí | Název                      | Délka |
| ------ | -------------------------- | ----- |
| 1.     | Welcome to New York        | 3:32  |
| 2.     | Blank Space                | 3:51  |
| 3.     | Style                      | 3:51  |
| 4.     | Out of the Woods           | 3:55  |
| 5.     | All You Had to Do Was Stay | 3:13  |
| 6.     | Shake it Off               | 3:39  |
| 7.     | I Wish You Would           | 3:27  |
| 8.     | Bad Blood                  | 3:31  |
| 9.     | Wildest Dreams             | 3:40  |
| 10.    | How You Get the Girl       | 4:07  |
| 11.    | This Love                  | 4:10  |
| 12.    | I Know Places              | 3:15  |
| 13.    | Clean                      | 4:31  |
| 14.    | Wonderland                 | 4:05  |
| 15.    | You Are in Love            | 4:27  |
| 16.    | New Romantics              | 3:50  |
| 17.    | 'Slut!'                    | 3:00  |
| 18.    | Say Don't Go               | 4:39  |
| 19.    | Now That We Don't Talk     | 2:26  |
| 20.    | Suburban Legends           | 2:51  |
| 21.    | Is It Over Now             | 3:49  |

| Pořadí | Název                | Délka |
| ------ | -------------------- | ----- |
| 22.    | Sweeter Than Fiction | 3:54  |

| Pořadí | Název                            | Délka |
| ------ | -------------------------------- | ----- |
| 22.    | Bad Blood (feat. Kendrick Lamar) | 3:20  |